# Lampi d'estate
Lampi d'estate (titolo originale in lingua inglese: Summer Lighting nell'edizione britannica; Fish Preferred nell'edizione statunitense) è un romanzo umoristico del 1929 dello scrittore britannico P. G. Wodehouse. 
È il terzo romanzo del "Ciclo di Blandings", il primo romanzo in cui compare l'Hon. Galahad Threepwood, fratello cadetto di Lord Clarence Emsworth, un impenitente libertino che comparirà in altri sette romanzi di Wodehouse. In Lampi d'estate Galahad è autore di un memoir che è potenziale fonte di imbarazzo per molti aristocratici, fra cui Sir Gregory Parsloe-Parsloe, il principale rivale di Lord Clarence nell'allevamento dei maiali e candidato unionista alle elezioni amministrative dello Shropshire. Come al solito, Lady Constance, l'autoritaria sorella di Lord Emsworth, tenta di impedire ai membri della famiglia di contrarre matrimonio con partner di inadeguata condizione sociale. Un gran numero di personaggi si adopera in ricatti e tentativi di furto di manoscritti o di maiali o di identità. La situazione sarà risolta dalla decisione di Galahad di non dare alle stampe il manoscritto; ma la tregua sarà di breve durata e riprenderà nel romanzo Aria di tempesta.

## Storia editoriale
Lampi d'estate fu scritto negli Stati Uniti fra il 1928 e il 1929. Fu pubblicato dapprima a puntate su riviste e successivamente in volume, in entrambi i casi sia nel Regno Unito (UK) che negli Stati Uniti (USA). Fu pubblicato in sei puntate, dal marzo al settembre 1929, con le illustrazioni di Gilbert Wilkinson, sul mensile britannico The Pall Mall Magazine e in dodici puntate, dal 6 aprile 1929 al 22 giugno 1929, con le illustrazioni di John H. Crosman, sul settimanale USA Collier. 
Il romanzo fu pubblicato poco dopo in volume in due differenti edizioni, americana e inglese, uscite quasi contemporaneamente: negli Stati Uniti il 1º luglio 1929 dall'editore Doubleday & Company di New York, col titolo Fish Preferred, e nel Regno Unito da Herbert G. Jenkins il 19 luglio 1929 col titolo Summer Lighting. Il titolo dell'edizione USA Fish Preferred non aveva riferimenti gastronomici (come è noto, l'inglese "Fish" corrisponde all'italiano "Pesce") ma utilizzava il gergo della Borsa valori per riferirsi alla posizione sociale di Ronnie Fish che saliva e scendeva come un titolo azionario; sia le puntate su riviste che i volumi sono stati pubblicati prima del Giovedì nero dell'ottobre 1929. Il testo delle edizioni USA e UK era pressoché identico: entrambe le edizioni utilizzavano l'ortografia britannica in vocaboli come "colour", "favourite", "neighbour", e l'ortografia americana nell'uso della "z" in vocaboli come "realize". Esistevano invece differenze nella punteggiatura: l'edizione della Doubleday presentava un uso ridotto delle virgole e l'assenza di trattino nelle parole composte rispetto all'edizione della Jenkins. L'edizione UK presentava inoltre una dedica allo scrittore britannico Denis Mackail («To Denis Mackail, author of Greenery Street, The Flower Show and other books which I wish I had written») e una "Prefazione" dello stesso Wodehouse nella quale l'autore giustificava il titolo "Summer Lighting", nonostante fosse comune ad altri romanzi. 
Fu tradotto in lingua italiana nel 1933 da Metello Brunone Rafanelli e pubblicato dalla Libreria editrice Monanni dell'editore antifascista Giuseppe Monnanni; la traduzione di Rafanelli fu riedita, e ristampata più volte, dalle Edizioni Bietti. Fu tradotto nuovamente nel 1989 da Carlo Brera e la nuova traduzione fu edita, arricchita da una Introduzione di Carlo Fruttero e Franco Lucentini, sia da Guanda che da Tea. Entrambe le traduzioni italiane presentano la "Prefazione" di Wodehouse presente solo nell'edizione UK della Jenkins.

## Trama
Il night club "Hot Spot", gestito a Londra da Ronnie Fish e Hugo Carmody, è fallito e Ronnie ha procurato a Hugo il posto di segretario di Lord Emsworth al castello di Blandings. A Blandings è presente anche Galahad, fratello cadetto viveur di Lord Emsworth; Galahad è intenzionato a pubblicare le sue memorie, intitolate Reminiscences, temute da tutta la classe dirigente anglosassone. Ronnie vuole sposare Sue Brown, una dolce ragazza del coro in un musical, ma teme che il matrimonio non sia gradito in famiglia per motivi di disparità sociale; soprattutto teme l'opposizione di sua madre Julia e di sua zia Constance. Inoltre, per poter sposare Sue, Ronnie deve convincere anche suo zio Lord Emsworth, amministratore fiduciario del patrimonio di Ronnie. È innamorato di Sue anche Percy Pilbeam, un investigatore privato privo di scrupoli il quale è solito inviare a Sue, al termine dello spettacolo teatrale, fiori e bigliettini. Roso dalla gelosia, il povero Ronnie fa venire Sue al castello di Blandings sotto mentite spoglie della ricca americana Myra Schoonmaker; Lady Julia e a Lady Constance desiderano quindi che Ronnie sposi Myra Schoonmaker, la ricca ragazza americana. Anche Millicent, cugina di Ronnie, è intenzionata a sposare il borghese Hugo Carmody, attualmente segretario di Lord Emsworth. A Blandings Sue conosce Galahad Threepwood, il quale scopre che Sue è la figlia della sua amatissima Dolly Henderson. Nel frattempo giunge a Blandings una roulotte dalla quale sbuca Rupert Baxter l'efficiente ex segretario di Lord Emsworth. Si scopre l'identità di Myra Schoonmaker e le due dame di Blandings mettono il veto al matrimonio di Ronnie e Sue. Poco dopo scompare l'Imperatrice di Blandings, l'enorme scrofa di proprietà di Lord Emsworth candidata al premio come suino più grasso dell'annuale Mostra Agricola dello Shropshire; il furto è stato effettuato da Ronnie, ma Galahad e Lord Emsworth sospettano di Sir Gregory Parsloe, il vicino e rivale di Lord Emsworth anch'egli appassionato di maiali grassi. Lord Emsworth chiama da Londra un detective privato, e perciò giunge a Blandings anche Percy Pilbeam, proprietario dell'Agenzia investigativa "Argus". L'ingarbugliata vicenda si scioglie quando Gally si mostra disposto a non pubblicare le sue pericolose memorie in cambio del permesso di matrimonio per Ronnie e Sue.

## Personaggi
(in ordine di apparizione)
Beachmaggiordomo di Lord Emsworth da 18 anni
Lord Clarence EmsworthIX conte di Emsworth, proprietario del castello di Blandings, sessantenne, distratto, trasandato; adora l'Imperatrice di Blandings
Hugo Carmodysegretario di Lord Emsworth, fidanzato segretamente con Millicent
Lady Constance (Connie) Keebleautoritaria sorella di Lord Emsworth, vedova di Joseph Keeble e senza figli, risiede a Blandings
Millicent Threepwoodfiglia alta e bella dell'Hon. Lancelot Threepwood, defunto fratello di Lord Emsworth
Ronald Overbury (Ronnie) Fishfiglio di Lady Julia Fish e del defunto Sir Miles Fish, nipote ventiseienne di Lord Emsworth (anche amministratore fiduciario del patrimonio di Ronnie), membro del "Drones Club", innamorato follemente di Sue, di cui però è molto geloso
Lady Julia Fishsorella di Lord Emsworth, vedova del Maggiore Generale Sir Miles Fish, C.B.E., madre di Ronnie
Hon. Galahad (Gally) Threepwoodfratello cadetto di Lord Emsworth, cinquantasettenne, elegante, affabile, di aspetto giovanile, gode di ottima salute nonostante la vita decisamente dissipata a cui si è dedicato fin dalla gioventù e che narra nelle sue pericolose Reminiscences; scapolo, nella sua vita ha amato solo la cantante di music-hall Dolly Henderson
Jamescameriere a Blandings
Thomascameriere a Blandings
Imperatrice di Blandingsscrofa nera del Berkshire di proprietà di Lord Emsworth, premiata al concorso della sezione "Suini grassi" alla annuale Mostra Agricola dello Shropshire
Sir Gregory Parsloe-ParsloeVII baronetto di Matchingham, vicino di casa cinquantaduenne di Lord Emsworth e suo rivale, vive a Matchingham Hall.
George Cyril Wellbelovedporcaro di Sir Gregory, in precedenza al servizio di Lord Emsworth, alto, dai capelli rossi, affetto da strabismo pronunciato
Percy Pirbrightattuale porcaro di Lord Emsworth
Rupert J. Baxterex segretario di Lord Emsworth, ora alle dipendenze del milionario di Chicago J. Horace Jevons, devoto a Connie
Sue Brownragazza del coro, orfana, di piccole dimensioni, innamorata di Ronnie e amica di Hugo; sua madre era la famosa Dolly Henderson (di cui era innamorato Gally) e suo padre era Jack Cotterleigh, delle guardie irlandesi; per entrare a Blandings finge di essere Myra Schoonmaker
Mortimer Masonrobusto socio di un'agenzia teatrale e manager del Regal Theatre; era affezionato a Dolly Henderson
Percy Frobisher Pilbeaminvestigatore privato, proprietario dell'agenzia investigativa "Argus", membro del "Junior Constitutional Club", innamorato di Sue
Orgoglio of Matchinghammaiale grasso di proprietà di Sir Gregory Parsloe, rivale dell'Imperatrice nel concorso della sezione "Suini grassi"
Voulesautista a Blandings

## Critica
Le vicende di Lampi d'estate sono successive a quelle narrate in due racconti — L'imperatrice di Blandings (Pig-hoo-o-o-o-ey) e Importanza di una zucca (The Custody of the Pumpkin) — e precedono di dieci giorni quelle del romanzo Aria di tempesta (Heavy Weather). Per Richard Usborne, Lampi d'estate e Aria di tempesta sono ottimi libri con innumerevoli personaggi e un intreccio complesso. Per il linguista Robert Anderson Hall e per Giorgio Manganelli la maggior fonte di ilarità dei romanzi di Wodehouse è il linguaggio. Come in tutte le opere di Wodehouse, anche in Lampi d'estate sono molto numerosi i riferimenti biblici e le citazioni di grandi opere classiche e moderne. Commentano in proposito Fruttero & Lucentini: «Shakespeare e tutti i maggiori poeti inglesi, ma anche Schopenhauer, Ibsen, Čechov e altri sommi sono spesso chiamati a dare una mano per reinventare un tono di voce, un sorriso, una smorfia, un maggiordomo, un verme, un cespuglio. Lampi d'estate è una così sapiente ragnatela di questi piccoli prodigi stilistici, un così elegante ricamo di sete multicolori, cangianti, trasparenti, che la stessa protagonista centrale, l'Imperatrice di Blandings, perde via via la sua mostruosa corposità suina (...) e va anche lei a librarsi con le altre eccentriche e adorabili bollicine dell'Isola-che-non-serve-a-niente. Chiunque l'abbia visitata desidera tornarci il più spesso possibile».

## Opere derivate

### Cinema
- Summer Lighting - film britannico del 1933 diretto da Maclean Rogers. Il film fu sceneggiato da Miles Malleson, anche interprete nel ruolo del maggiordomo Beach[20]
- Blixt och dunder - film svedese del 1938 diretto da Anders Henrikson[21]

### Teatro
- Summer Lighting - commedia di Giles Havergal, direttore del Glasgow's Citizens Theatre, rappresentata tra il 21 febbraio e il 14 marzo 1992 e riproposta più volte negli anni successivi (a Salisbury nel 1998, a Northampton nel 2004, a Pitlochry nel 2006, a Keswick (Cumbria) nel 2009)[10]

## Edizioni

### In lingua originale
- (EN) Fish Preferred, 1ª ed., New York, Doubleday & Co., 1929.
- (EN) Summer Lightning, London, Herbert Jenkins, 1952.

### In italiano
- Lampi d'estate: romanzo umoristico inglese, collana Nuovissima collezione letteraria, traduzione di Metello Brunone Rafanelli, Milano, Monanni, 1933.
- Lampi d'estate: romanzo umoristico inglese, traduzione di Metello Brunone Rafanelli, Milano, Bietti, 1938.
- Lampi d'estate, collana Narratori della fenice, traduzione di Carlo Brera, introduzione di Carlo Fruttero e Franco Lucentini, Parma, U. Guanda, 1989, ISBN 88-7746-406-2.
- Lampi d'estate, collana TEAdue ; 148, traduzione di Carlo Brera, introduzione di Carlo Fruttero e Franco Lucentini, Milano, TEA, 1993, ISBN 88-7746-406-2.